# Martín Carrera
Martín Carrera Sabat (Puebla de Zaragoza, 20 dicembre 1806 – Città del Messico, 22 aprile 1871) è stato un politico e generale messicano.
È stato Presidente del Messico per un periodo ad interim, dal 15 agosto al 12 settembre 1855.